# Guy Simonds
Guy Granville Simonds (23 avril 1903 – 15 mai 1974), est un Lieutenant-Général canadien, commandant le 2e Corps canadien lors de la Seconde Guerre mondiale.

## Enfance et formation
Né à Bury St Edmunds, en Angleterre, le 23 avril 1903, il émigre au Canada avec sa famille. Il suit ses études au  Collège militaire royal du Canada à Kingston, en Ontario, entre 1921 et 1925 (matricule no 3521). Lors de son passage au Staff College de Camberley (en) de 1936 à 1938, il reçoit une recommandation du commandant.

## Seconde Guerre mondiale
Après la proclamation de l'état de guerre du 10 septembre 1939, il devient officier d'état-major général de la 1re Division d'infanterie canadienne. La division est stationnée en Angleterre, en décembre 1939.
Il est promu lieutenant-général et nommé général commandant du 2e Corps canadien en janvier 1944. Il doit entraîner ses hommes en vue de l'opération Overlord.
En juillet et en août 1944, Simonds dirige quatre importantes opérations contre les Allemands : opération Atlantic, opération Spring, opération Totalize et opération Tractable. Lors de l'opération Totalize, il conçoit le Kangourou, un véhicule blindé de transport de troupes en supprimant les pièces d'artillerie des canons automoteurs Priest.
Le 27 septembre 1944, il prend temporairement en charge le commandement de la Première armée canadienne du général Harry Crerar (souffrant, il est retourné se faire soigner en Angleterre), et permet la victoire des forces alliés lors de la Bataille de l'Escaut. Du 1er octobre au 8 novembre 1944, cette bataille fait 12 873 victimes (tués, blessés ou disparus), dont la moitié sont des Canadiens.
Après la guerre, Simonds habite en Angleterre à l'Imperial Defence College devenu le Royal College of Defence Studies de Londres.

## Retour au Canada
En 1949, il retourne au Canada pour prendre le commandement du Collège militaire royal du Canada à Kingston. Il a également été le commandant du National Defence College et du Canadian Army Staff College en 1949 et 1950.

Dans son livre The Normandy Campaign, Victor Brooks décrit Simonds comme le commandant de corps d'armée le plus efficace pour les forces alliées en Normandie. Il écrit : 

« Le commandant de corps inter-unités qui composent le 21e Groupe d'armées qui avait fort probablement le plus grand impact personnel sur la campagne de Normandie est le lieutenant général Guy Simonds. Cet officier haut placé du 2e Corps d'armée canadien a créé les équipes blindé-infanterie les plus efficaces des forces alliées grâce à un haut degré d'improvisation sur la route de Caen à Falaise. Ce général était polyvalent et imaginatif, mais n'a pas été en mesure de générer l'élan qui aurait permis la fermeture complète de Falaise plus rapidement. Malgré cet inconvénient, Simonds a le mérite d'avoir effectué un commandement efficace. »

En 1970, il est nommé membre compagnon de l'Ordre du Canada. Il meurt à Toronto le 15 mai 1974.